# Manndalen
Manndalen (en same du Nord : Olmmáivággi) est une localité du comté de Troms, en Norvège.

## Géographie
Administrativement, Manndalen fait partie de la kommune de Kåfjord.